# Trädgårdsnäbbmus
Trädgårdsnäbbmus (Crocidura suaveolens) är en art i familjen näbbmöss som förekommer i stora delar av den palearktiska regionen.

## Kännetecken
Av dessa tre arter från släktet Crocidura som förekommer i Europa är trädgårdsnäbbmusen den minsta. Den når en kroppslängd mellan 50 och 75 millimeter (sällan 80 mm) och därtill kommer en 25 till 40 millimeter lång svans. Vikten ligger mellan 4,0 och 7,5 gram. Ovansidan är brungrå och sidorna samt buken är gråaktiga, ibland med en gul skugga. Mellan färgerna finns ingen utpräglad gräns.

## Utbredning och habitat
Utbredningsområdet sträcker sig från Portugal och Bretagne i väst till Mongoliet i öst. Norrut finns arten fram till den tyska Östersjökusten. I syd sträcker sig utbredningsområdet gräns från södra Italien, Egypten och Arabiska halvön över Kazakstan och Kirgizistan till nordöstra Kina. Arten saknas däremot i centrala och östra Frankrike, Benelux, nordvästra Tyskland, Skandinavien, nordöstra Polen och Baltikum.
Habitatet utgörs av skogfria platser som ängar, fält- och vägkanter, trädgårdar och nedlagda gruvor upp till 700 meter över havet.

## Levnadssätt
Trädgårdsnäbbmusen förekommer ofta, och i norra delar av utbredningsområdet nästan alltid, i närheten av människans boplatser. I september uppsöker de ofta byggnader som skydd mot kylan under den mörka årstiden.
Födan består huvudsakligen av insekter och deras larver, spindeldjur och snäckor. Fortplantningstiden ligger mellan april och oktober. Per kull föds 2 till 8 ungdjur, oftast 4 till 5. Nyfödda trädgårdsnäbbmus väger 0,4 till 0,6 gram och är blinda. Efter ungefär nio dagar öppnar de ögonen och efter cirka tre veckor sluter honan att ge di. Vid de första utflykterna bildar ungdjuren karavaner genom att bita sig fast i svansen av individen som går före.

## Övrigt
I Centraleuropa konkurrerar trädgårdsnäbbmusen på vissa ställen med husnäbbmusen (Crocidura russula) om samma habitat. IUCN listar arten som livskraftig.